# Фонтене, Эжен
Эжен Фонтене (фр. Eugène Fontenay, 1823—1887) — французский художник-ювелир, представитель давней династии французских ювелиров. Писатель и историк декоративно-прикладного искусства.
Сын парижского ювелира Проспера Фонтене, он основал собственную мастерскую на улице Фавар (Favart) в Париже в 1847 году. На творчество Эжена Фонтене оказала влияние коллекция драгоценных изделий маркиза Кампана, приобретённая в 1860 году в Италии для Лувра императором Наполеоном III, а великолепную технику мастер усвоил в мастерской своего отца и деда. Фонтене выполнял заказы императрицы Евгении и многих королевских домов Европы и Азии. 
Согласно терминологии периода историзма и эклектики времени Второй Империи во Франции, Фонтене работал в различных «археологических стилях», стилизуя свои изделия под «греческие», «римские», «этрусские», «персидские», «индийские» драгоценности: ожерелья, кулоны, диадемы.
Фонтене был одним из основателей Союза мастеров бижутерии и ювелиров (Chambre Syndicale de la Bijouterie Joaillerie Orfèvrerie) в Париже в 1864 году. В 1873 году, являясь членом жюри Всемирной выставки в Вене, он сделал доклад об истории ювелирного искусства Франции и был награждён Крестом Почётного легиона.
Фонтене был не только выдающимся ювелиром, но и писателем, исследователем истории декоративно-прикладного искусства. В 1882 году он отошёл от дел и продал свою мастерскую, после чего посвятил своё время работе над статьями о ювелирных изделиях и созданию книги «Украшения древние и современные» (Les Bijoux Anciens et Modernes; опубликована посмертно в 1887 году).
Французский ювелир Анри Вевер в своей работе «Французское ювелирное искусство XIX века» назвал Фонтене «человеком выдающегося и редкого интеллекта, великой проницательности и безупречного вкуса».